# Солнечный (Марксовский район)
Солнечный — посёлок в Марксовском районе Саратовской области, входящий в состав Липовского муниципального образования.

## География
Расположен в правом берегу реки Большой Караман, в 15 км к северо-западу от села Фёдоровка.

## История
Бывший немецкий хутор Раушенбах, лютеранский приход Гнаденфлюр. После образования АССР немцев Поволжья входило в состав Фёдоровского кантона. С 1935 года, после выделения Гнаденфлюрского кантона из Фёдоровского, и до ликвидации АССР немцев Поволжья в 1941 году относился к Гнаденфлюрскому кантону АССР немцев Поволжья. 28 августа 1941 года был издан Указ Президиума ВС СССР о переселении немцев, проживающих в районах Поволжья. Немецкое население депортировано в Сибирь и Казахстан, хутор, как и другие населённые пункты Гнаденфлюрского кантона было включено в состав Саратовской области. 
Бывший хутор становится 3-м отделением совхоза имени Тельмана. 
В 1963 году указом Президиума Верховного Совета РСФСР посёлок Немцик переименован в Солнечный.

## Население
| 2010 |
| ---- |
| 53   |